# Theresia af Ugglas (1829–1881)
Theresia Ulrika Elisabet Wilhelmina af Ugglas, född Björnstjerna 27 maj 1829 i Stockholm, död där 18 april 1881, var en svensk grevinna, tecknare och målare.

## Biografi
Hon var dotter till generallöjtnanten Magnus Björnstjerna och friherrinnan Elisabet Charlotta von Stedingk samt från 1850 gift med statsrådet Gustaf af Ugglas. Hon var en talangfull porträttör och arbetade huvudsakligen med blyerts- och rödkritsteckning samt akvarell. Ugglas är representerad vid bland annat Uppsala universitetsbibliotek med ett porträtt av Carl Emanuel Cederström.